# Zavarovalnica Sava
Zavarovalnica Sava je slovenska komercialna zavarovalnica. Ukvarja se s prodajo premoženjskih in življenjskih zavarovanj, ne pa tudi z zdravstvenimi zavarovanji. 
Nastala je leta 2016 z združitvijo zavarovalnic Maribor, Tilia, Velebit in Velebit življenjsko zavarovanjem.